# 賈桂琳·努南
賈桂琳·努南（英語：Jacqueline Noonan，1928年10月28日—2020年7月23日）是一位美國小兒心臟科醫師，因其對現在稱為努南氏症候群的遺傳性疾病特徵而聞名。她也是左心室發育不全症候群的最初的描述者。

## 生平
於1928年10月28日出生於美國佛蒙特州伯靈頓。她在阿爾貝圖斯馬格納斯學院學習化學，在佛蒙特大學取得醫學學位，並於1956年在波士頓獲得認證。她隨後開始在艾奥瓦大學工作，為該醫院第一位小兒心臟科醫師。她注意到罹患肺動脈瓣狹窄的罕病孩童，常同時伴隨有身材矮小、蹼狀頸、眼距寬、耳朵低等體徵。她在1963年發表了關於這一個主題的第一篇論文，經過幾篇論文和認可後，這種病況在1971年被正式命名為努南氏症候群。努南博士於1961年搬進了剛剛起步的肯塔基大學醫學院，並在那裡服務了四十多年。肯塔基大學以努南為名，於兒科研究領域成立一個講座席位。雖然她已於2007年半退休，但截至2014年2月，85歲的她仍然在工作。

## 認可
除了以她的名字命名的罕見症候群之外，努南還獲得了許多其他榮譽，包括1971年的海倫·B·弗雷澤獎、1985年哈潑時尚的美國最佳女醫生獎，後來又獲得了美國最佳醫生獎。她還獲得了佛蒙特大學醫學院頒發的A. Bradley Soule獎，以表彰她作為醫學生的導師和校友。